# Apis cerana
Ong mật phương Đông, tên khoa học Apis cerana, là một loài ong mật được tìm thấy ở đông Nam Á như Trung Hoa, Ấn Độ, Nhật Bản, Malaysia, Nepal, Bangladesh và Papua New Guinea. Loài này là loài chị em với Apis koschevnikovi, cả hai trong cùng phân chi cùng với ong mật phương Tây Apis mellifera.

## Phân loài
(theo Engel, 1999).
- Apis cerana cerana Fabricius (= "sinensis") - Afghanistan, Pakistan, bắc Ấn Độ, Trung Hoa và bắc Việt Nam
- Apis cerana heimifeng Engel
- Apis cerana indica - Fabricius South India, Sri Lanka, Bangladesh, Myanma, Malaysia, Indonesia và Philippines
- Apis cerana japonica Fabricius - Nhật Bản
- Apis cerana javana Enderlein
- Apis cerana johni Skorikov
- Apis cerana nuluensis Tingek, Koeniger and Koeniger
- Apis cerana skorikovi Engel (= "himalaya") - Các núi ở trung và đông Himalaya (Ruttner, 1987)

## Động vật ký sinh
Apis cerana là con chủ tự nhiên của các loài bọ chét Varroa jacobsoni và Nosema ceranae, cả hai đều là loài ký sinh trên ong mật phương Tây.

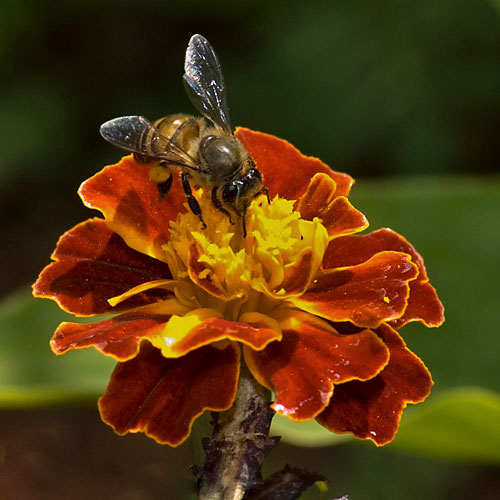
Apis cerana từ Ấn Độ

## Hình ảnh

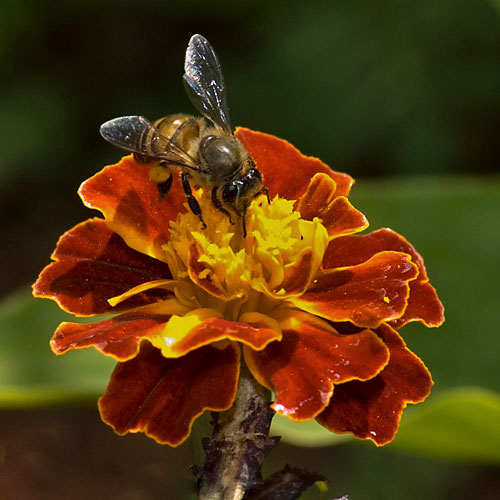
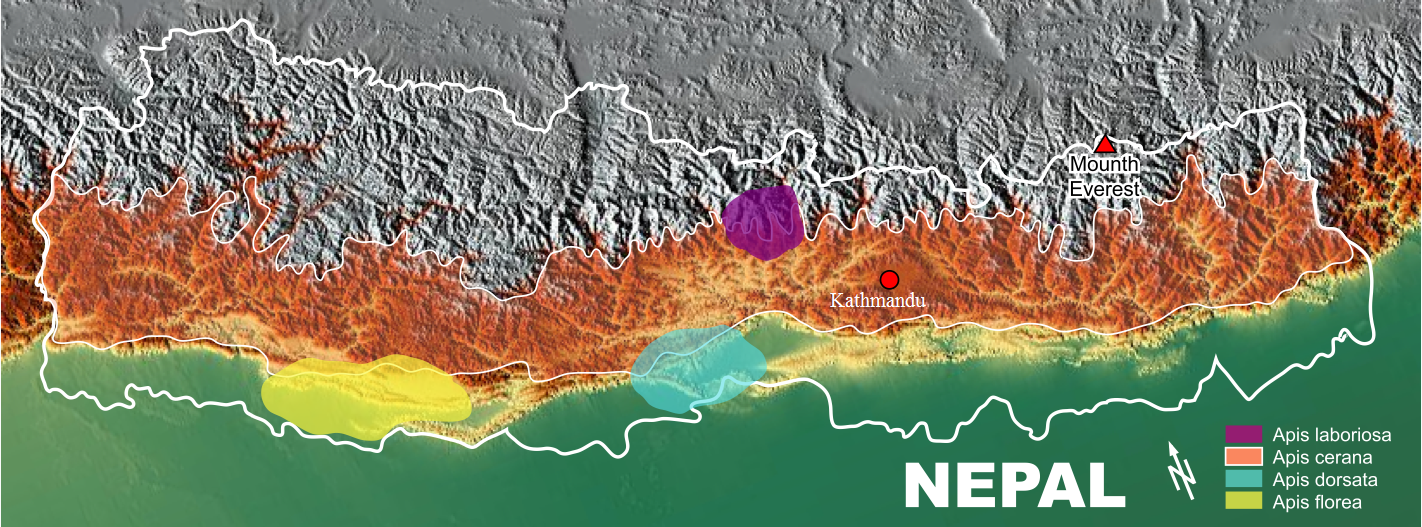
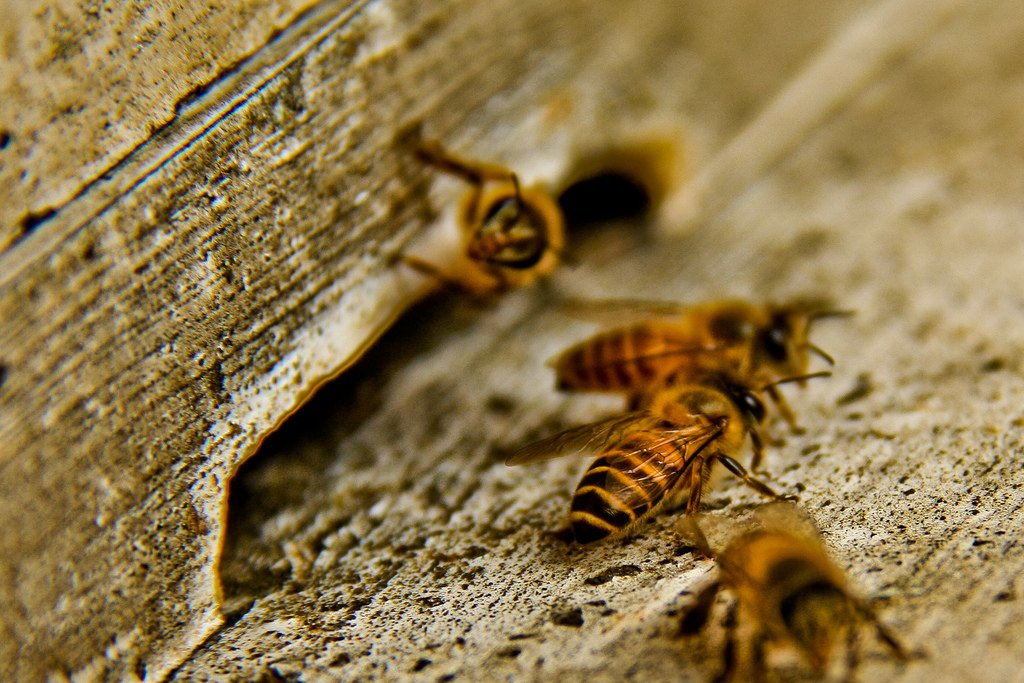
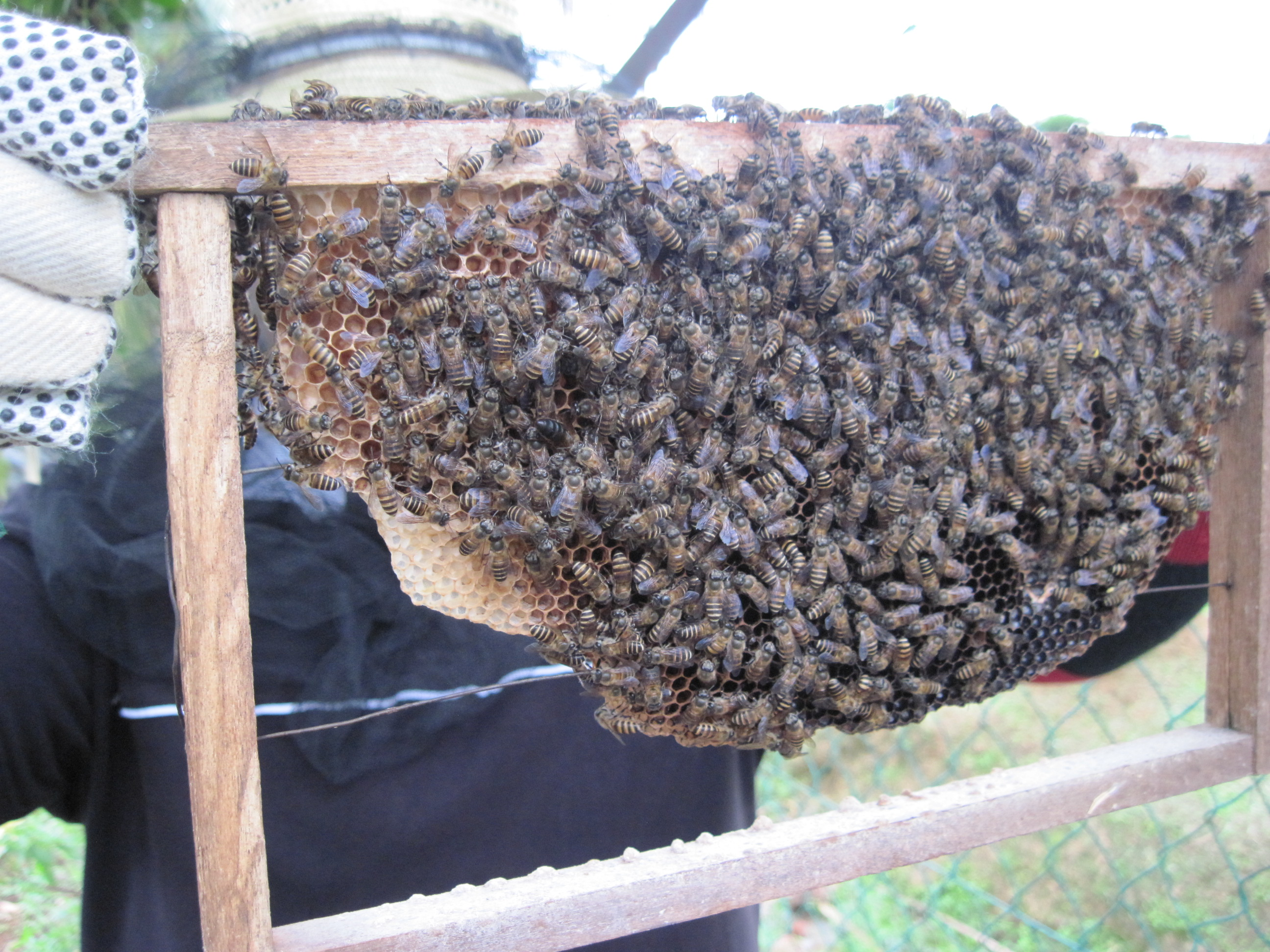